# Badowo-Dańki
Badowo-Dańki – wieś w Polsce położona w województwie mazowieckim, w powiecie żyrardowskim, w gminie Mszczonów. Ma status sołectwa.
W latach 1975–1998 miejscowość administracyjnie należała do województwa skierniewickiego.

## Zabytki

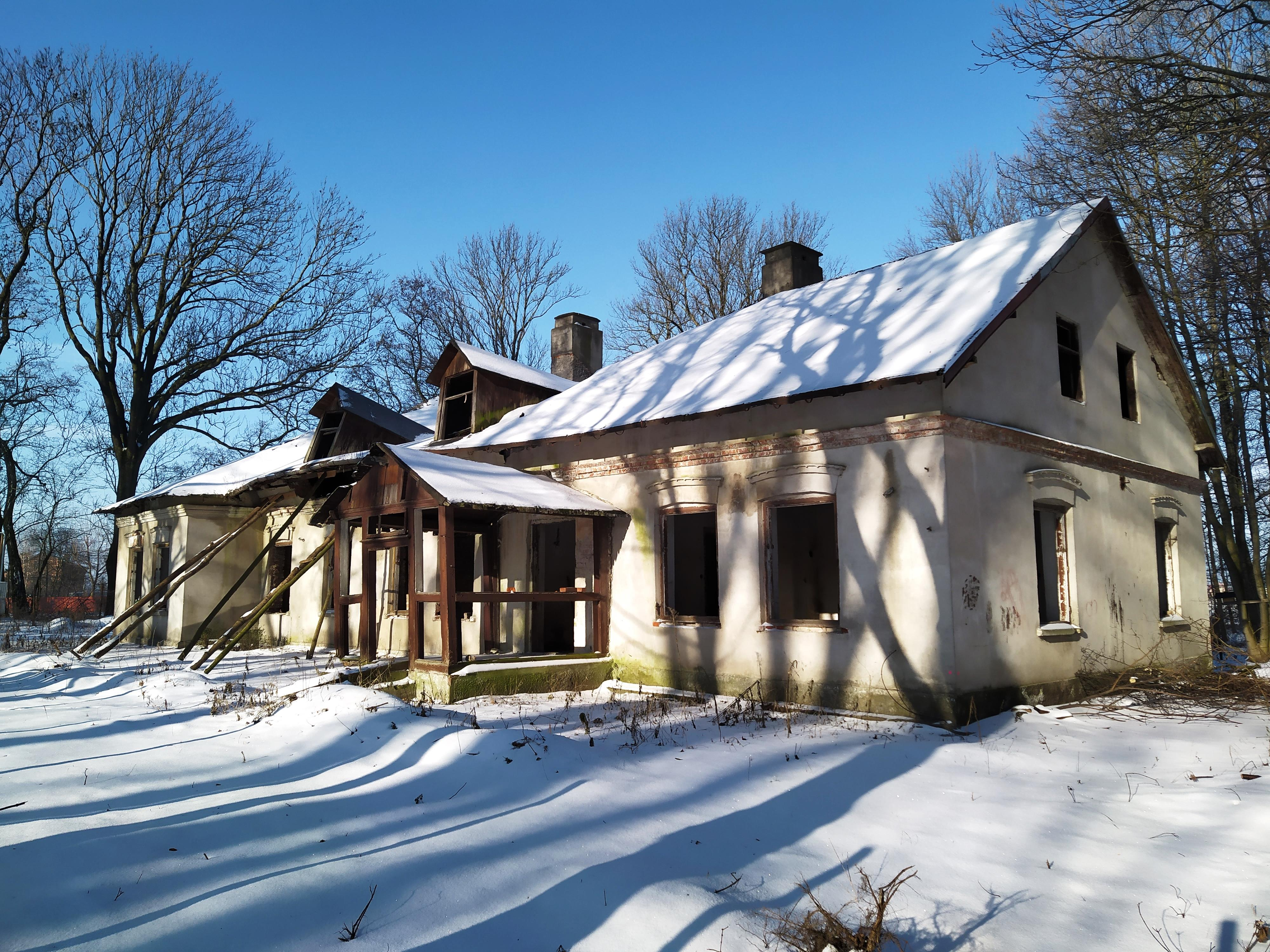
Ruiny dworu w Badowo-Dańkach

W centrum wsi znajduje się zapuszczony park ze zrujnowanym dziewiętnastowiecznym dworkiem będącym na przełomie XIX i XX wieku siedzibą rodu Dembowskich, o której Szymon Kobyliński pisał w swojej autobiograficznej książce zatytułowanej Zbrojny pies, czyli zestaw plotek.
Z tej rodziny Dembowskich pochodził prof. Jan Bohdan Dembowski oraz Sabina Dembowska (1877–1962) – lekarka, odznaczona Orderem Virtuti Militari za udział w obronie Warszawy w 1939.